# Sangaris giesberti
Sangaris giesberti är en skalbaggsart som beskrevs av Hovore 1998. Sangaris giesberti ingår i släktet Sangaris och familjen långhorningar.
Artens utbredningsområde är:
- Costa Rica.
- Honduras.

Inga underarter finns listade i Catalogue of Life.